# لحظه والدو
لحظه والدو (به انگلیسی: The Waldo Moment)، سومین و آخرین قسمت از فصل دوم مجموعه آنتولوژی علمی‌تخیلی بریتانیایی آینه سیاه است. این اپیزود توسط خالق سریال آینه سیاه یعنی چارلی بروکر نوشته شده‌است و برایان هیگینز آن را کارگردانی کرده‌است. لحظه والدو نخستین بار در تاریخ ۲۵ فوریه ۲۰۱۳ از طریق کانال ۴ به روی آنتن رفت. بروکر برای نوشتن فیلم‌نامه این اپیزود از یکی از برنامه‌های کمدی تلویزیونی که پیش از این ساخته بود، الهام گرفت. لحظه والدو نزدیک به ۱٫۲۸ میلیون نفر تماشاچی داشت.
لحظه والدو، داستان شخصی به نام جیمی را دنبال می‌کند. یک کمدین شکست‌خورده که در زمان شلوغ تبلیغات انتخاباتی برای انتخاب نماینده مجلس، از طرف دوستش به یک برنامه دعوت می‌شود تا جای کاراکتر کارتونی به‌نام والدو صحبت کند. شوخی‌های گستاخانه و پر از توهین والدو با سیاستمداران باعث شهرت و محبوبیت او در بین مردم می‌شود و صاحب کانال تلویزیونی را به این فکر می‌اندازد تا خود شخصیت والدو را به عنوان نماینده رسمی مردم وارد مجلس کند. این در حالی است که هنوز خود جیمی بر سر دوراهی و انتخابی سخت برای آینده قرار گرفته‌است.
لحظه والدو نقدهای متوسط و عموماً مثبتی از سوی منتقدان دریافت کرد. در مجموع تماشاگران بیش‌تر از منتقدان از این قسمت استقبال کردند. در هنگام برگزاری انتخابات ریاست‌جمهوری ایالات متحده آمریکا ۲۰۱۶، شباهت برخی از اتفاقات بین این اپیزود با حوادث واقعی، توجه روزنامه‌نگاران و مردم را به این اپیزود جلب کرد. بسیاری شخصیت والدو را از نظر لحن گفتمان و عقاید به دونالد ترامپ تشبیه کردند. در شبی که اعلام شد دونالد ترامپ برنده انتخابات ریاست جمهوری آمریکا شده‌است، صفحه رسمی آینه سیاه در توئیتر با انتشار توئیتی نوشت: «این یک اپیزود نیست، این یک بازاریابی نیست، این یک واقعیت است.»